# Асланташ, Хакан
Хакан Асланташ (нем. и тур. Hakan Aslantaş; 26 августа 1985, Нюртинген, ФРГ) — турецкий и немецкий футболист, защитник клуба «Тюркспор» из Штутгарта.

## Клубная карьера
Хакан Асланташ — воспитанник немецкого клуба «Штутгарт». Карьеру футболиста он начал в 2004 году, выступая за турецкий «Генчлербирлиги», игравший в Суперлиге. 11 сентября он дебютировал на высшем уровне, выйдя в стартовом составе «Генчлербирлиги» в домашнем матче против «Диярбакырспора». В перерыве он был заменён на гвинейского нападающего Сулеймана Юлу. В сезоне 2005/06 Хакан был отдан в аренду другому клубу Суперлиги «Малатьяспор». Вернувшись в 2006 году в «Генчлербирлиги», он вновь в 2007 году на правах аренды перешёл в «Хаджеттепе», новичка Суперлиги. Там Хакан отыграл до февраля 2007 года, после чего был отозван в «Генчлербирлиги». 4 мая 2008 года он забил свой первый мяч в рамках Суперлиги, поразив в гостях ворота «Фенербахче».
Летом 2009 года Хакан Асланташ стал футболистом клуба Суперлиги «Кайсериспор», а через год — вернувшегося в элиту турецкого футбола «Коньяспора». В чемпионате 2010/11 Хакан регулярно выходил в стартовом составе своей команды и даже забил 1 гол, принесший «Коньяспору» домашнюю ничью в поединке с «Буджаспором». «Коньяспор» по итогам турнира покинул Суперлигу, и сезон 2011/12 Хакан был вынужден начать вместе со своей командой в Первой лиге. Но в зимний перерыв он перешёл в «Бурсаспор», клуб Суперлиги, где отыграл следующие два года. В январе 2014 года он вернулся в «Генчлербирлиги», где стал постоянным игроком стартового состава.
В конце июня 2015 года Хакан Асланташ стал игроком другого столичного клуба «Османлыспор», вернувшегося по итогам Первой лиги 2014/15 в Суперлигу.